# Peugeot 104
Peugeot 104 var en småbil från Peugeot som presenterades 1972.
Till en början fanns den endast som 4 dörrars sedan. Därefter kom en kortad 3-dörrars kupévariant. I och med en ansiktslyftning 1976 tillkom även en 5 dörrars halvkombivariant. Motorerna som erbjöds var på mellan 1,0 och 1,4 liters slagvolym. 1982 kom ännu en ansiktslyftning och denna version kom att tillverkas fram till 1988 då tillverkningen upphörde. Då hade totalt 1 624 992 Peugeot 104 tillverkats. Tekniken från modellen användes även bland koncernkollegorna i PSA-gruppen; till exempel i Citroën LN, Citroën Visa och Talbot Samba. Motorn fanns även i Renault 14, Citroen BX och Peugeot 205. 104 var konventionellt konstruerad förutom motorn, som var bakåtlutad 72 grader och liksom 204/304/305 hade växellådan i oljetråget. Det gjorde motorn låg men krävde också att motorn lyftes ut för att byta koppling eller topplockspackning. För att byta tändstift krävdes en specialnyckel.
I Sverige såldes endast 4- och 5-dörrarsvarianter. Först med lilla motorn på en knappt liter och 45 hk, men från 1976 fanns även den större 1,1-litersmotorn på 57 hk och halvkombilucka, i en mer påkostad SL-variant. 1980 "städades" förarmiljön (bland annat flyttades blinkersspaken från höger till vänster sida) och 1982 kom nya bakljus med integrerade backljus. 1983, sista året i Sverige, kom 1,4-litersmotor på 72 hk och femväxlad låda, vilket gjorde modellen riktigt potent på ålderns höst. "Lite orättvist att lägga ned", skrev Teknikens Värld 1983 i en provkörning. När den hade kommit 10 år tidigare vann den ett småbilstest i samma tidning.
Efter en tid visade sig byggkvaliteten vara klart bättre än genomsnittet bland småbilar och 104 är av de bästa franska bilar som byggts. Teknikens Värld uppmärksammade att det fanns exemplar som gått närmare 20 000 mil utan att motorn öppnats, vilket var ovanligt på den tiden bland småbilar. Än i dag (2008) kan man någon gång se ett exemplar i trafik. Peugeot 104 Coupé var en framgångsrik rallybil i mitten på 1970-talet i Frankrike.